# Bernhard Kühns
Bernhard Kühns, auch Bernhardus Kühnsius, (getauft am 10. April 1682 in Burg bei Magdeburg; † 5.  Juli 1729 oder 1730 in Päwesin) war ein deutscher Pädagoge, Kantor und evangelischer Pfarrer.

## Leben
Kühns besuchte das Magdeburger Domgymnasium. Als Student der Theologie wurde er in der Matrikel der Universität Helmstedt am 20. April 1703 und der Universität Halle-Wittenberg im Juni 1707 genannt. Seine Anstellung als Kantor an der Saldernschen Schule in Brandenburg-Neustadt erfolgte am 14. Januar 1711. Später war er Subrektor und Konrektor an der „Saldria“. Nach der Ordination am 20. November 1724 in Brandenburg war Kühns bis zu seinem Tod Pfarrer in Päwesin. Für sein Todesjahr nennt das Kirchenbuch der Kirchengemeinde Päwesin im Domstiftsarchiv Brandenburg die auslegungsabhängige Eintragung: 1729/1730.

## Veröffentlichung
- Beschreibung eines wunderbaren Phaenomeni, welches in der Nacht zwischen den 1. und 2. Martii dieses Jahres 1721 am Himmel sich praesentiret hat. Gedruckt von Gotthard Schlechtiger, Berlin 1721.